# Чёрное море (фильм)
«Чёрное море» (англ. Black Sea) — приключенческий триллер 2014 года режиссёра Кевина Макдональда по сценарию Денниса Келли. В главных ролях — Джуд Лоу, Скут Макнейри, Бен Мендельсон, Григорий Добрыгин, Константин Хабенский и Дэвид Трелфелл.

## Сюжет
Капитана Робинсона увольняют с работы, поскольку его услуги оказались больше не нужны. Он встречается в баре со своим другом Кёрстоном и русским по кличке Блэки. Кёрстон рассказывает им о затонувшей во время Второй мировой войны рядом с побережьем Грузии немецкой подводной лодке с грузом золота. Робинсон встречается с Льюисом, который соглашается спонсировать операцию при условии, что он получит 40% от 40 миллионов долларов и 20% от того, что превышает эту сумму. Робинсон соглашается и отправляется в Севастополь, где собирают команду, состоящую наполовину из русских и наполовину из британцев.

## В ролях
| Актёр                | Роль             |
| -------------------- | ---------------- |
| Джуд Лоу             | капитан Робинсон |
| Скут Макнейри        | Дэниелс          |
| Григорий Добрыгин    | Морозов          |
| Константин Хабенский | Блэки «Юрич»     |
| Сергей Векслер       | Бабай            |
| Сергей Колесников    | Левченко         |
| Бен Мендельсон       | Фрейзер          |
| Тобайас Мензис       | Льюис            |
| Сергей Пускепалис    | Зайцев           |
| Майкл Смайли         | Рейнольдс        |
| Дэвид Трелфелл       | Питерс           |
| Джоди Уиттакер       | Крисси           |
| Карл Дэвис           | Лиам             |

## Создание
14 февраля 2012 года стало известно, что режиссёр Кевин Макдональд работает со сценаристом Деннисом Келли над своим новым кинопроектом «Чёрное море». 25 апреля 2013 Deadline.com сообщил, что Focus Features на Каннском кинофестивале приобрела международные права на распространение фильма.
Также 25 апреля 2013 Джуд Лоу получил главную роль в фильме — безработного капитана подводной лодки, нанятого некими сомнительными людьми найти затонувшие сокровища. 17 июня 2013 стало известно, что Скут Макнейри сыграет в фильме американца, убедившего капитана осуществить миссию. 8 августа 2013 Focus Features сообщила, что к актёрскому составу присоединились Григорий Добрыгин, Константин Хабенский, Сергей Колесников, Бен Мендельсон, Сергей Витауто Пускепалис, Майкл Смайли, Дэвид Трелфелл и Джоди Уиттакер.
Того же числа генеральный директор Focus Features Джеймс Шеймус и содиректор Эндрю Карпен объявили, что съёмки фильма «Чёрное море» начались в Великобритании. Некоторые сцены снимались на реке Медуэй в Струде. Часть съемок фильма проходила в Крыму.
Премьера в Великобритании состоялась 5 декабря 2014 года, в США — 23 января 2015, в России — 29 января 2015.